# Veurne
Veurne (franska Furnes) är en stad och kommun i den belgiska provinsen Västflandern som ligger i regionen Flandern. Veurne hade 11 748 invånare per 1 januari 2008.